# Hamanumida daedalus

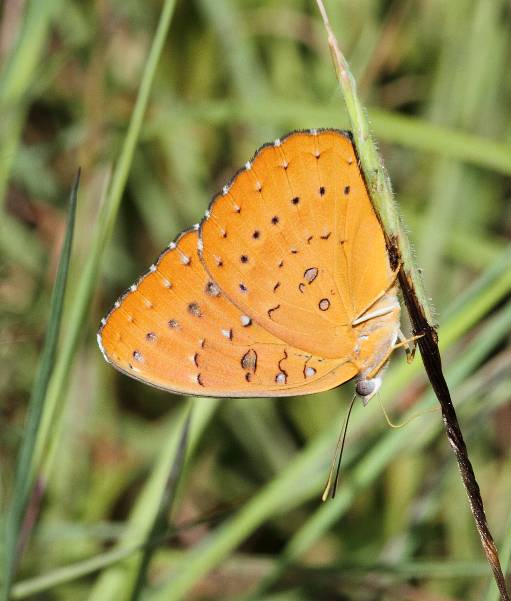
Flügelunterseite

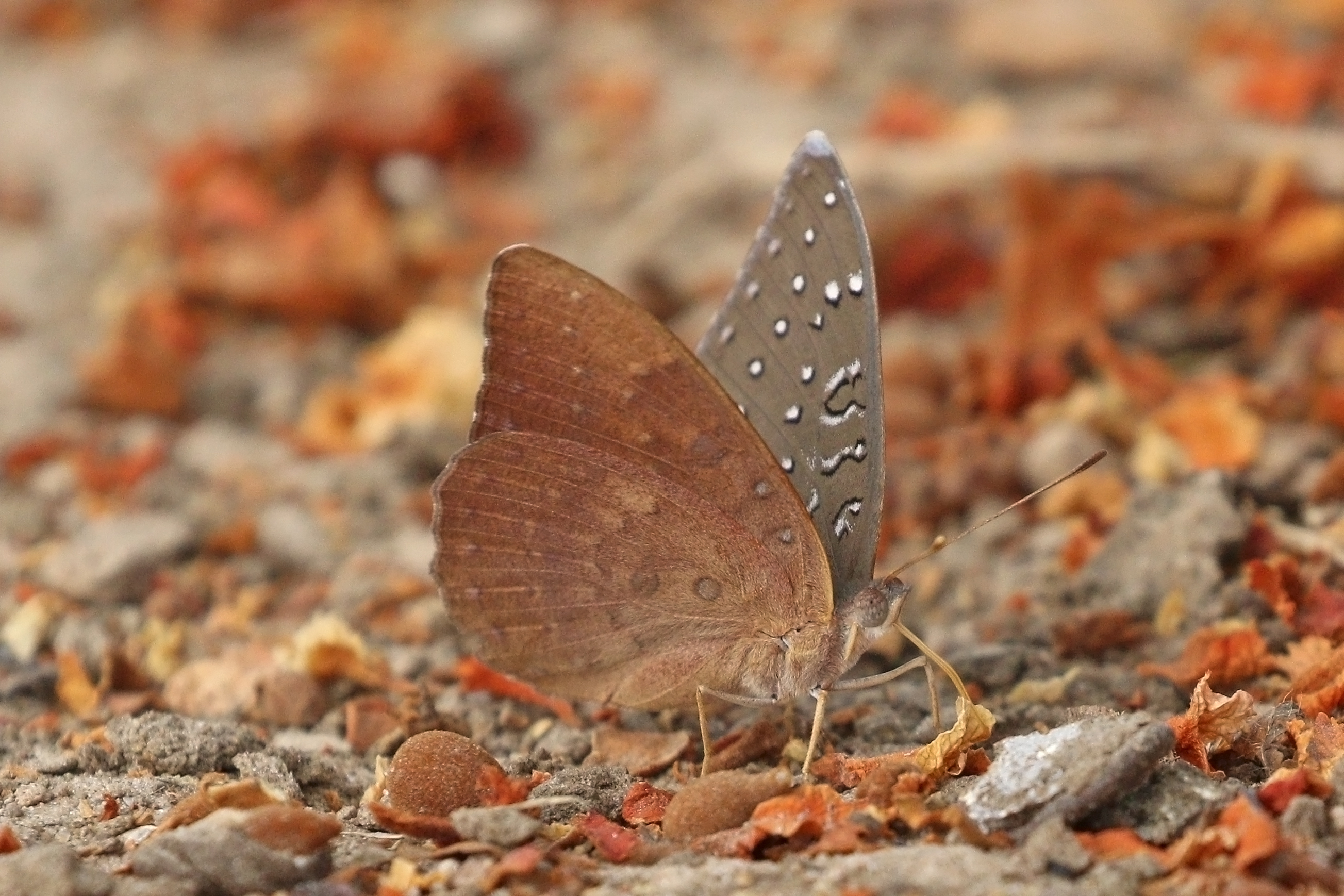
Am Boden saugender Falter

Hamanumida daedalus ist ein in Afrika vorkommender Schmetterling (Tagfalter) aus der Familie der Edelfalter (Nymphalidae). Das Artepitheton leitet sich von Daedalus, einer Gestalt aus der griechischen Mythologie ab, der aus Federn von Vögeln und dem Wachs von Kerzen Flügel fertigte. Im englischen Sprachgebrauch wird die Art als Guineafowl (Perlhuhn) bezeichnet, ein Name, der sich auf das Helmperlhuhn (Numida meleagris) bezieht, da Oberflügelzeichnung und -farbe der Falter diesem Vogel ähneln, der außerdem sein Verbreitungsgebiet mit Hamanumida daedalus teilt.

## Beschreibung

### Falter
Die Flügelspannweite der Falter beträgt 55 bis 65 Millimeter bei den Männchen und 60 bis 78 Millimeter bei den Weibchen. Ein Sexualdimorphismus liegt nicht vor. Bei beiden Geschlechtern variiert die Grundfarbe der Oberseite aller Flügel von hellgrau bis zu dunkelgrau. Die Flügeloberseiten sind ganzflächig mit weißen, schwarz umrandeten, nahezu kreisrunden Flecken überzogen. Der Apex auf der Vorderflügeloberseite ist weiß. Die Flügelunterseiten sind hellbraun bis rötlich braun gefärbt und bilden das Muster der Oberseite in abgeschwächter Form ab. Aufgrund der charakteristischen Zeichnung sind die Falter unverwechselbar.

### Raupe
Ausgewachsene Raupen haben eine grüne Grundfärbung, eine bunte Rückenlinie und sind auf dem Rücken und den Seiten mit vielen federartig verzweigten Dornen bestückt.

## Verbreitung und Lebensraum
Das Verbreitungsgebiet der Art erstreckt sich über den afrikanischen Kontinent südlich der Sahara. Sie kommt auch auf Madagaskar und der Arabischen Halbinsel vor und lebt überwiegend in lichten Wäldern, gebüschreichen Gebieten und Steppen. Die Höhenverbreitung reicht vom Meeresspiegel bis auf 800 Meter.

## Lebensweise
Die Falter fliegen das ganze Jahr hindurch. Zur Aufnahme von Flüssigkeit und Mineralstoffen saugen die Männchen gerne an feuchten Erdstellen. Die Raupen ernähren sich von den Blättern von Langfäden- (Combretum), Myrobalanen- (Terminalia) oder Tectona-Arten, zu denen auch der Teakbaum (Tectona grandis) zählt.